# Townland

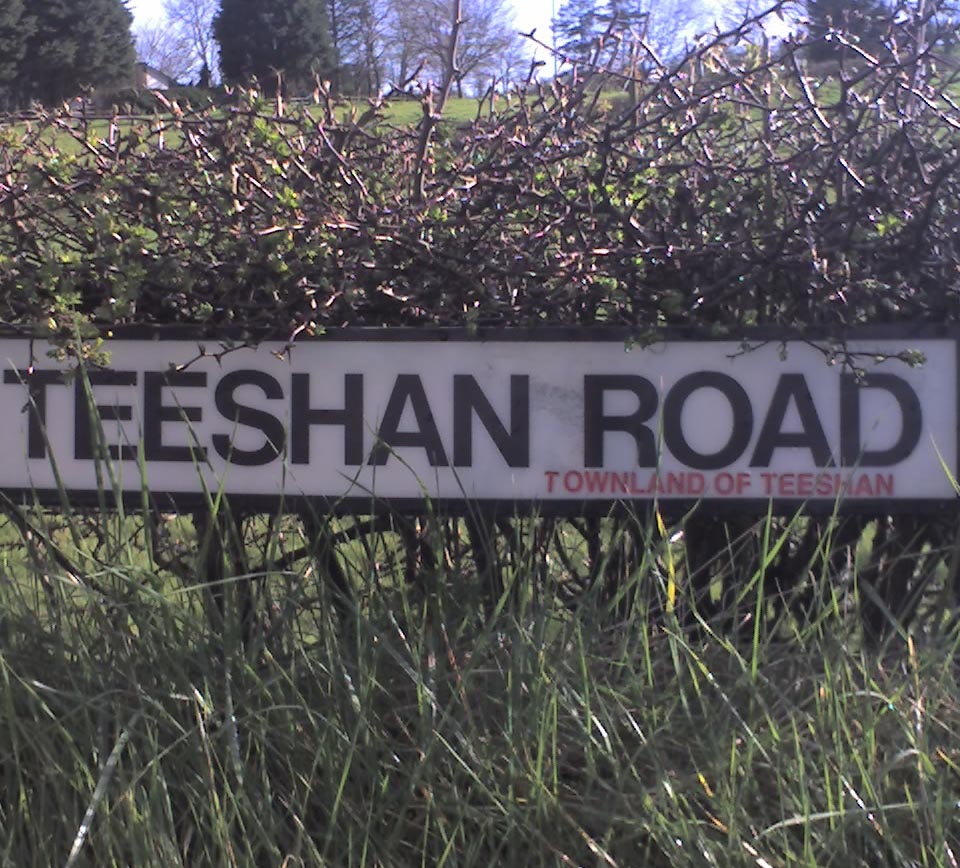
Un rètol de carretera al Comtat d'Antrim assenyalant que la part de la carretera passa pel townland de Teeshan

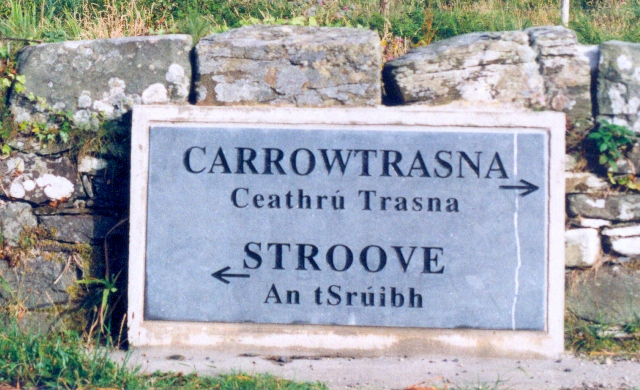
Un assenyalador de fronteres entre townlands

Townland o bally (gaèlic irlandès baile fearainn) és una divisió geogràfica territorial menor usada a Irlanda. El sistema de townlands és d'origen gaèlic, anterior a la invasió normanda, i la majoria tenen noms d'origen gaèlic irlandès. Tanmateix, alguns noms i fronteres de townland provenen de senyories Hiberno-Normandes, divisions de les plantacions o creacions posteriors de l'Ordnance Survey. Actualment hi ha enregistrats 61.402 townlands a tota l'illa d'Irlanda.

## Antecedents
A Irlanda, una townland és la divisió territorial més petita d'Irlanda. Si bé el concepte de townlands és basat en el sistema gaèlic de divisió de la terra va ser en la dècada del 1600 quan fou cartografiat i definit per l'administració anglesa amb el propòsit de fraccionar la terra per a inversors o tinents. La primera evidència oficial del sistema gaèlic de divisió de la terra es pot trobar en els registres eclesiàstics des del segle xii.

### Etimologia
El terme "townland" en anglès és derivat de l'anglès antic tun, que denota un recinte. El terme descriu la unitat més petita de divisió territorial a Irlanda, basada en diverses classes de divisió territorial gaèlica, moltes de les quals tenen els seus propis noms.
El terme baile, anglicitzat com a "bally", és l'element dominant més usat en els noms de les townland irlandesos. Si bé avui dia el terme "bally" denota una vila o assentament urbà, el seu significat precís en l'antiga Irlanda no és clar, ja que les ciutats no tenien lloc en l'antiga organització social gaèlica. El terme irlandès modern per a townland és baile fearainn (plural: bailte fearainn). El terme fearainn vol dir "terra, territori, barri". Deriva de l'arrel proto-indoeuropea *wer-, relacionada amb la paraula anglesa ware, un bé valuós.
Els normands, malgrat no haver tingut una influència important en els noms de les townland, adaptà alguns d'ells per al seu propi ús, possiblement per la similitud entre el terme gaèlic baile i el normand bailey, que ambdós volen dir "assentament".

### Divisions històriques de la terra i etimologia
Al llarg de la major part de l'Ulster, els townlands eren conegudes com a "ballyboes" (baile bó, significa "terra de vaca"), i representa una àrea de valor econòmic ramader. Al comtat de Cavan unitats similars eren anomenades "polls", i als comtats de Fermangh i Monaghan eren conegudes com a "tates" o "taths". Aquests noms semblen tenir origen anglès, però foren naturalitzats abans del 1600. En el nom de les modernes townland s'hi troba abundantment el prefix pol- a Irlanda occidental, acceptant el significat de "forat" o "buit". Tanmateix al comtat de Cavan (que conté gairebé la meitat de townlands de l'Ulster amb el prefix pol-) alguns dels quals podien ser traduïts com a "the poll of...". Pel que fa a tates, les townlands modernes amb el prefix tat- són confinats gairebé exclusivament en la diòcesi de Clogher (que cobreix els comtats de Fermanagh, Monaghan, i la baronia de Clogher al comtat de Tyrone), i no s'ha de confondre amb cap altra paraula irlandesa.
Al comtat de Tyrone s'emprava la següent jerarquia de divisió de la terra: "ballybetagh" (baile biataigh, que vol dir "victualler's place"), "ballyboe", "sessiagh" (séú cuid, que vol dir sisena part d'un barri), "gort" i "quarter" (ceathrú). Al comtat de Fermanagh era: "ballybetagh", "quarter" i "tate". Les posteriors sub-divisions a Fermanagh semblen estar relacionades amb les mesures de líquids o de gra com ara "gallons", "pottles", i "pints".
A l'Ulster el ballybetagh fou una unitat territorial controlada pel sept irlandès que agrupava uns 16 townlands. La fragmentació de ballybetaghs es produí en unitats de quatre, vuit i dotze townlands. Una d'aquestes unitats fragmentades, el "quarter" (representant una quarta part del ballybetagh), fou la denominació territorial universal recollida en l'enquesta de 1608 al comtat de Donegal. A començaments del segle xvii el 20% de l'àrea total de l'Ulster occidental que estava sota el control de l'església. Aquestes terres "termon" consistien en ballybetaghs i ballyboes, però eren dirigits per erenaghs en compte dels líders sept.
Altres unitats de divisions de terra usades a Irlanda inclouen:
- Al comtat de Tipperary s'usen "capell lands" i "quatermeers". Una "Capell land" consisteix en uns 20 grans acres, dels quals un acre equival a 20 acres anglesos.[11]
- A la província de Connacht s'usaven "quarters" i "cartrons" (ceathrú mír, també anglicitzat com a "carrowmeer"), el quarter reconegut com a quatre cartrons, i cada cartron té 30 acres.[11] El quarter també ha estat anglicitzat com a "carrow", "carhoo", i "caracute" (ceathrú cuid).[11]
- Al comtat de Clare, com a Connacht, la divisió territorial més comuna eren els "quarters", "half-quarters" (leath-ceathrú), "cartrons" i "sessiagh". Aquí un "half-quarter" equivalia a uns 60 acres, un "cartron" a 30 acres, i un "sessiagh" a 20 acres.[11]

Els "cartrons" també eren sovint nomenats "ploughlands" o "seisreagh" (seisreach, que volia dir una unitat de cavalls amb jou i una arada).
Thomas Larcom, el primer director de l'Ordnance Survey of Ireland, va fer un estudi de les antiques divisions territorials d'Irlanda i va fer un sumari de la jerarquia tradicional de les divisions de la terra:
10 acres - 1 Gneeve; 2 Gneeves - 1 Sessiagh; 3 Sessiaghs - 1 Tate o Ballyboe; 2 Ballyboes - 1 Ploughland, Seisreagh o Carrow; 4 Ploughlands - 1 Ballybetagh, o Townland; 30 Ballybetaghs - Triocha Céad o Baronia.
Aquesta jerarquia no era aplicada uniformement arreu d'Irlanda; per exemple, un ballybetagh o townland podia contenir més o menys quatre ploughlands. Posteriorment sorgiren confusions quan es té en compte que, si bé Larcom va usar el terme general acres en el seu sumari, en els registres eren usats altres termes com 'great acres', 'large acres' i 'small acres'. El 1846 Larcom va escriure que els acres 'large' i 'small' no tenen relació fixa entre ells i que a Irlanda s'usava altres tipus d'acre: l'acre irlandès, l'acre anglès, l'acre Cunningham, l'acre plantació i l'acre estatut. La qualitat i situació de la terra afectava la capacitat dels acres. L'acre Cunningham es troba enmig de l'acre irlandès i l'acre anglès.
Molts d'aquests termes de divisió territorial han estat preservats en els noms de les modernes townlands, per exemple el terme "cartron" es troba en formes angleses i irlandeses com Carrowmeer, Cartron, i Carrowvere, mentre que el terme "sessiagh" es troba a Shesia, Sheshodonell, Sheshymore, i Shessiv. Els termes "ballyboe" i "ballybetagh" tendeixen a mantenir la forma truncada "bally" com a prefix d'alguns topònims. Es poden trobar termes divisionals menus coneguts en altres noms de townlands com Coogulla (Cuige Uladh, "el cinquè d'Ulster"), Treanmanagh (an train meánach, "el tercer mitjà"), i Dehomade (an deichiú méid, "la desena part").
El problema amb el terme "bally" en alguns topònims és que pot ser difícil distingir entre els termes irlandesos baile que vol dir "townland" i béal átha que vol dir "proper al gual". Un exemple és Ballyshannon, comtat de Donegal, que deriva de Béal Átha Seanaidh.

### Extensió i valor
Els townlands variaven en grandària, i podien ser inferiors a un acre (Old Church Yard, Carrickmore, parròquia de Termonmagurk, comtat de Tyrone), fins a 7.012 acres (28,3 km²) (Sheskin, parròquia de Kilcommon, Comtat de Mayo). La mida més raonable és de 200 a 400 acres (1,6 km²).
El ballyboe (unitat de townland usada a l'Ulster) fou descrit en 1608 com a continent de 60 acres de terra arable, prats i pastures, però això és enganyós perquè les mides sota el sistema gaèlic variaven depenent de la seva qualitat, situació i potencial econòmic. Aquest potencial econòmic oscil·lava entre l'extensió de terra necessària per a pasturar el bestiar dels terrenys necessaris per a sustentar algunes famílies. La major densitat d'unitats townland registrades a l'Ulster en 1609 corresponen a les àrees amb les valoracions més altes de terres de la dècada de 1860.
Sembla que moltes àrees ermes no foren dividides en townlands fins a temps molt recents. Aquestes àrees eren "compartides antigament com a pastures comunals d'estiu pels habitants de tota la parròquia o baronia".

### Irish Ordnance Survey i estandardització
Durant el segle xix es van cartografiar una sèrie extensiva de mapes d'Irlanda com a divisió irlandesa de l'Ordnance Survey amb propòsits fiscals, i documentaren i estandarditzaren les fronteres de més de 60.000 townlands a Irlanda. Aquest procés sovint emprava divisions o barreges de townlands existents, i definint les fronteres de les townland en àrees com muntanyes o torberes que no havien format part del sistema de townland.

### Ús actual

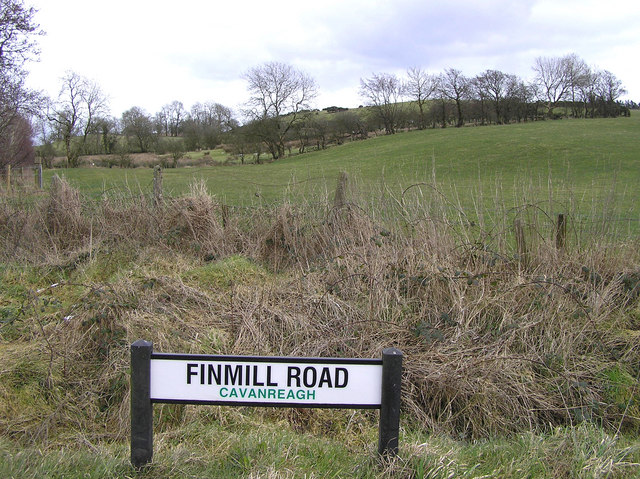
Rètol del comtat de Tyrone, assenyalent que aquesta forma part de la carretera passa pel townland de Cavanreagh

Els townlands formen part de l'edifici de les unitats administratives de nivell més alt com parròquies i divisions electorals de districte (a la República d'Irlanda) o wards (a Irlanda del Nord). Abans de 1972 els townlands eren inclosos en totes les adreces postals arreu de l'illa. Tanmateix, en 1972 Royal Mail decidí que l'element townland de la direcció era obsolet a Irlanda del Nord. Els noms townland no foren prohibits però foren considerada "informació supèrflua" i es va demanar a la gent no incloure-les en les adreces. Podien ser substituïts pels nombres de les cases, nombres de carreteres i codis postals. Com a resposta es va organitzar una "Campanya dels Townlands" contra els canvis que fou descrita com un "esforç comunitari a nivell de camp". Va tenir lloc enmig de "Na Trioblóidí" i fou un rar exemple d'unitat entre catòlics i protestants, nacionalistes i unionistes. Els townlands i els seus noms "semblen haver estat considerades un patrimoni i un recurs compartit". Els qui participaren en la campanya argumentaren que, en moltes àrees, la gent encare era fortament identificada amb els seus townlands i que això els donava un sentit de pertinença. Els canvis de Royal Mail es van veure com una ruptura amb aquest vincle.
Alhora, els consells de comtat eren òrgans de govern responsables de validar qualsevol canvi. Tanmateix, com el mateix govern local estava experimentant canvis, la decisió de Royal Mail fou "permesa ... adoptada gairebé per defecte". El comtat de Fermanagh és l'únic comtat del Nord d'Irlanda que intentà resistir-se totalment al canvi. Nogensmenys la major part dels rètols de senyalització d'Irlanda del Nord continuen mostrant els noms dels townland. En 2001 l'Assemblea d'Irlanda del Nord aprovà una moció sol·licitant als departaments governamentals l'ús de les adreces townland en la correspondència i les publicacions.
A la República d'Irlanda els townlands continuen usant-se en els adreces. Tanmateix en 2005 el Departament de Comunicacions, Energia i Recursos Naturals anuncià que el sistema de codis postals seria introduït. En 2013 els codis postals encara no s'havien utilitzat a Irlanda i els townland continuaven sent l'identificador d'adreça a les àrees rurals.
Una font útil d'informació dels townlands (amb èmfasi a les parts septentrionals d'Irlanda) és la Federació per a Estudis Locals d'Ulster. Les seves publicacions inclouen Every Stony Acre Has a Name: Celebration of the Townland in Ulster de Tony Canavan, i Townlands in Ulster: Local History Studies, editat per W.H. Crawford & R.H. Foy.

## Altres sistemes townland

### Anglaterra
Anglaterra té una divisió de terres pre-medieval simnilar a la usada en Irlanda, però a diferència del sistema irlandès no va sobreviure a l'entrada del segle xx. A Anglaterra el sistema incloïa: "vills" (viles); trefs; towns; townships; baileys; hundreds; i "shires".

### Escòcia
A Escòcia les fronteres dels townland van ser generalment ignorades i es perderen durant les millores agrícoles del segle xix. Els townlands eren anomenats fermlands i molts dels noms resten identificables en els noms de les granges que inclouen en el seu nom la paraula Mains, i "Bal-" (Baile) en topònims, com Balerno o Balmoral.
Els townlands a Escòcia sovint entren en contradistinció amb els kirktouns (Clachan), assentaments amb una església, sovint d'origen eclesiàstic.
Vegeu tamabé Township (Escòcia) en el context agrari.

### Ila de Man
Pot haver-hi similituds entre la noció de townalands a Irlanda i les tradicionals divisions de terra dels treens (c.f. la paraula irlandesa trian, una tercera part) a l'Illa de Man. Els treens eren subdividits en unitats més petites anomenades quarterlands.